# Teen Wolf (televizijska serija)
Teen Wolf američka je natprirodna tinejdžerska drama koju je razvio Jeff Davis za MTV, temeljena na istoimenom filmu iz 1985. godine. Tyler Posey glumi glavnog lika Scotta, mladog vukodlaka koji brani svoj kalifornijski grad od natprirodnih stvorenja i drugih prijetnji.
U Americi serija je prvi put emitirana 5. lipnja 2011., a završila je 24. rujna 2017., nakon šest sezona. Dobila je pozitivne kritike kritičara i osvojila tri nagrade Saturn za najbolju televizijsku seriju orijentiranu na mlade. Serija je također dobila 13 nagrada Teen Choice Awards, devet za izvedbe Poseya, Dylana O'Briena, Tylera Hoechlina, Hollanda Rodena i Shelley Hennig, te četiri Choice Summer TV Series.
Filmski nastavak, Teen Wolf: The Movie, bit će objavljen 26. siječnja 2023. godine na Paramount + platformi.

## Pregled serije
| Sezona | Epizoda | Epizoda | Američko emitiranje | Američko emitiranje | Televizjia | Hrvatsko emitiranje | Hrvatsko emitiranje | Televizjia |
| ------ | ------- | ------- | ------------------- | ------------------- | ---------- | ------------------- | ------------------- | ---------- |
| 1      | 12      | 12      | 5. lipnja 2011.     | 15. kolovoza 2011.  | MTV        | 4. listopada 2011.  | 20. prosinca 2011.  | AXN        |
| 2      | 12      | 12      | 3. lipnja 2012.     | 13. kolovoza 2012.  | MTV        | 11. studenoga 2013. | 25. studenoga 2013. | AXN        |
| 3      | 24      | 12      | 3. lipnja 2013.     | 19. kolovoza 2013.  | MTV        | 5. ožujka 2015.     | 9. travnja 2015.    | AXN Spin   |
| 3      | 24      | 12      | 6. siječnja 2014.   | 24. ožujka 2014.    | MTV        | 16. travnja 2015.   | 21. svibnja 2015.   | AXN Spin   |
| 4      | 12      | 12      | 23. lipnja 2014.    | 8. rujna 2014.      | MTV        | 3. lipnja 2015.     | 8. srpnja 2015.     | AXN        |
| 5      | 20      | 10      | 29. lipnja 2015.    | 24. kolovoza 2015.  | MTV        | 1. lipnja 2016.     | 17. kolovoza 2016.  | AXN        |
| 5      | 20      | 10      | 5. sijelnja 2016.   | 8. ožujka 2016.     | MTV        | 18. kolovoza 2016.  | 12. listopada 2016. | AXN        |
| 6      | 20      | 10      | 15. studenoga 2016. | 31. siječnja 2017.  | MTV        | 10. kolovoza 2017.  | 12. listopada 2017. | AXN        |
| 6      | 20      | 10      | 30. srpnja 2017.    | 24. rujna 2017.     | MTV        | 19. listopada 2017. | 21. prosinca 2017.  | AXN        |

## Glumačka postava
- Tyler Posey kao Scott McCall, vukodlak.
- Crystal Reed kao Allison Argent, lovac na vukodlake, streličarka
- Dylan O'Brien kao Mieczysław "Stiles" Stilinski, Scottov najbolji prijatelj.
- Tyler Hoechlin kao Derek Hale, stariji vukodlak iz ugledne obitelji vukodlaka.
- Holland Roden kao Lydia Martin, banshee
- Colton Haynes kao Jackson Whittemore, vukodlak/kanima hybrid
- Shelley Hennig kao Malia Tate, kojot
- Arden Cho kao Kira Yukimura, kicune
- Dylan Sprayberry kao Liam Dunbar, vukodlak
- Linden Ashby kao Noah Stilinski, Stilesov otac, šerif Beacon Hillsa
- Melissa Ponzio kao Melissa McCall, Scottova majka.
- JR Bourn kao Chris Argent, lovac na vukodlake i Allison otac.

## Mitologija

### Vukodlaci
- Alfa
- Beta
- Omega

### Ostala stvorenja
- Banshee
- Wendigo
- Kicune
- Oni
- Kanima
- Darach
- Berserker
- Jaguar
- Kojot
- Nemeton
- Hellhound
- Himera
- Zvijer iz Gévaudana
- Lowenmensch (Lavlji čovjek)
- Anuk-ite
- Druidi
- Ghost Riders
- SkinWalker
- Dread Doctors (Posthumans)